# منزل بوبوف (مالك العزبة)
47°26′45″N 35°16′30″E / 47.44583°N 35.27500°E
محمية متحف فاسيليفكا التاريخي والمعماري "منزل بوبوف (مالك العزبة)"(المعروف أيضًا باسم قلعة فاسيليفكا): هو مجمع متحفي قائم في منزل مالك العزبة محفوظ جزئيًا؛ تم بناؤه ما بين عامي 1864 و1884 بالقرب من مدينة فاسيليفكا، أوكرانيا بواسطة فاسيلي بوبوف الأصغر (حفيد الجنرال فاسيلي ستيبانوفيتش بوبوف).
تم إنشاء المحمية التاريخية والثقافية في 29 يناير 1993 بدلاً من متحف فاسيليفكا القائم للتاريخ المحلي.

## منزل مالك العزبة
يُنسب تصميمها على العمارة القوطية الحديثة إلى نيكولاس بينوا. احتوى المنزل الرئيسي على مقراب ومعرض للصور ومتحف إثنوغرافي. وقد نهب البلاشفة القلعة، ودمرها الألمان في الحرب العالمية الثانية. لم تبدأ أعمال الترميم إلا في التسعينيات

## قصف وسرقة للممتلكات
في 7 مارس 2022، أثناء الغزو العسكري لأوكرانيا، تم إطلاق النار على منزل بوبوف (مالك العزبة) من قبل القوات الروسية النار. تضرر مبنى الإسطبل في قصر بوبوف.
في 13 مارس 2022، تم نهب المتحف من قبل الجيش الروسي. إضافةً إلى السرقة، قاموا بإتلاف المبنى وكسر النوافذ وكسر جميع الأبواب.
في 19 أبريل 2023، أصبح معروفًا أن المحتلين بدأوا في إزالة الممتلكات من محمية المتحف التاريخي والمعماري الواقع في مبنى القصر الأوروبي الشهير فيما مضى، ومجموعة المتنزه لعزبة الجنرال فاسيل بوبوف؛ والتي تم بناؤها في 1894. يُفترض فيما مضى أن تكون هذه الممتلكات بديلاً لقصر فورونتسوف في ألوبكا. وفقاً للعديد من الباحثين؛ فإن مؤلف مشروع مجمع القصر والعديد من عناصره: هو المهندس المعماري الشهير بينوا. وفقًا للخبراء، فهذه معجزة حقيقية للتخطيط الحضري، ولا توجد نظائر لمثل نوعية الطابوق عالي الجودة في أوكرانيا أو أوروبا.

## معرض

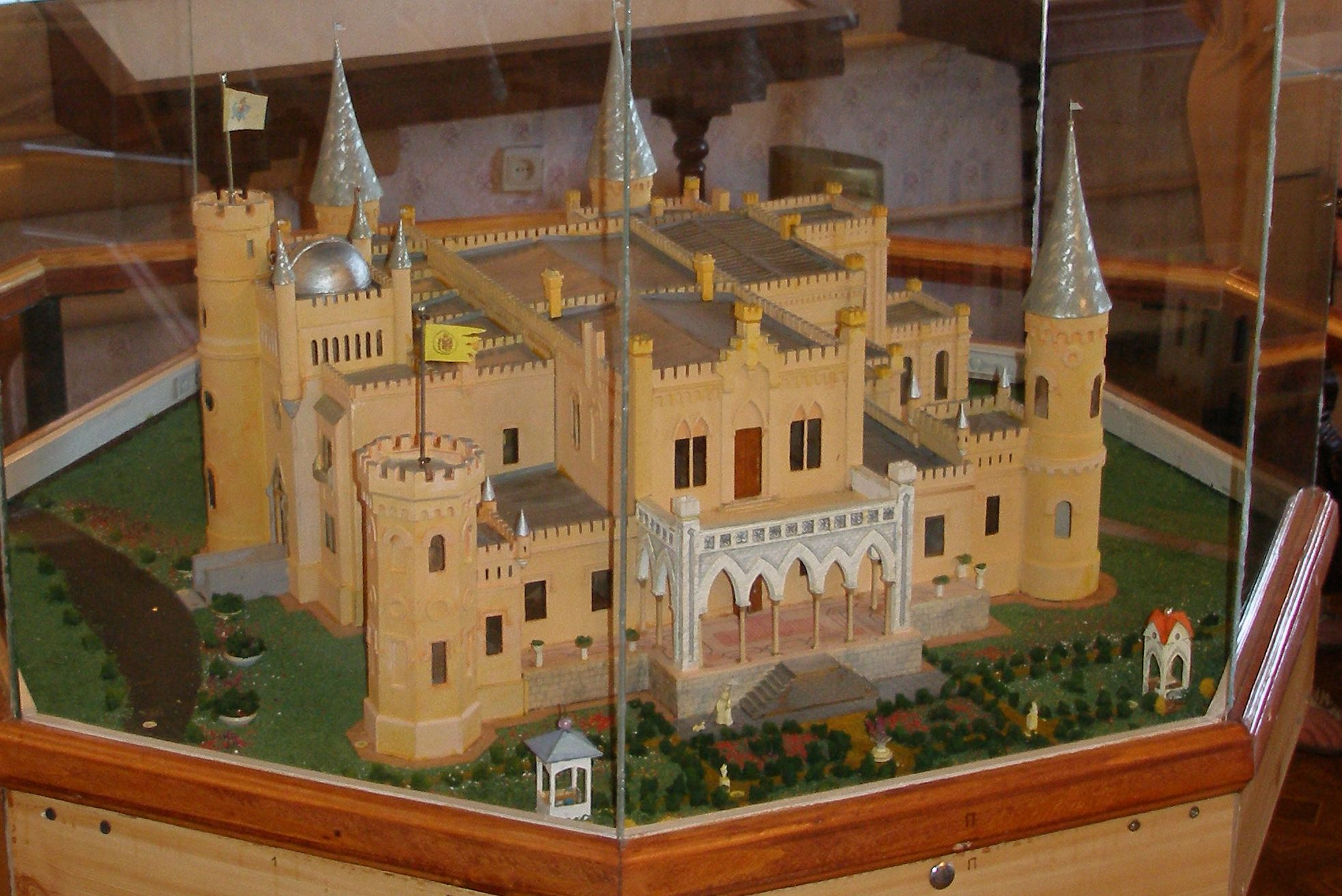
نموذج أعيد بناؤه
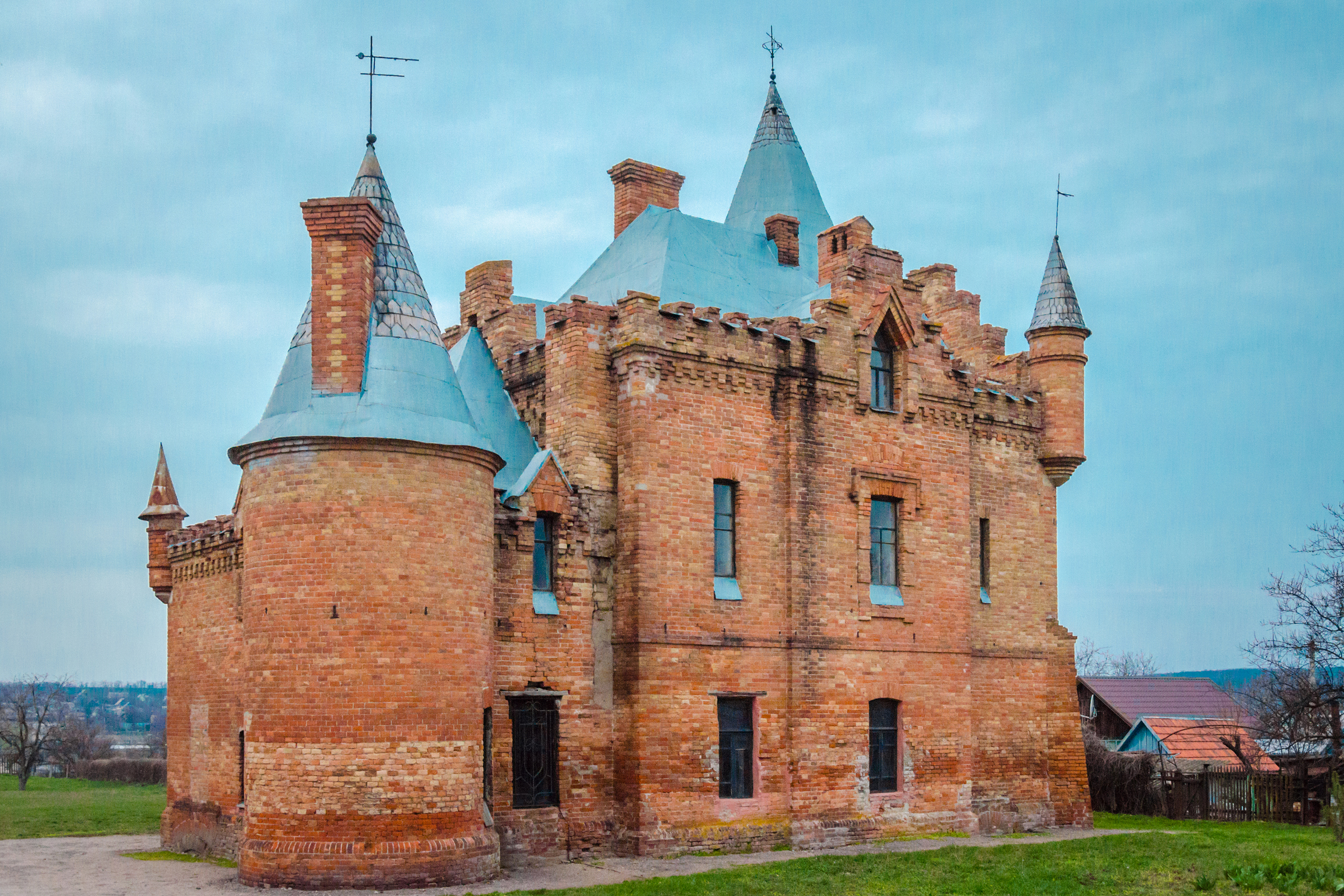
أحد الأجنحة
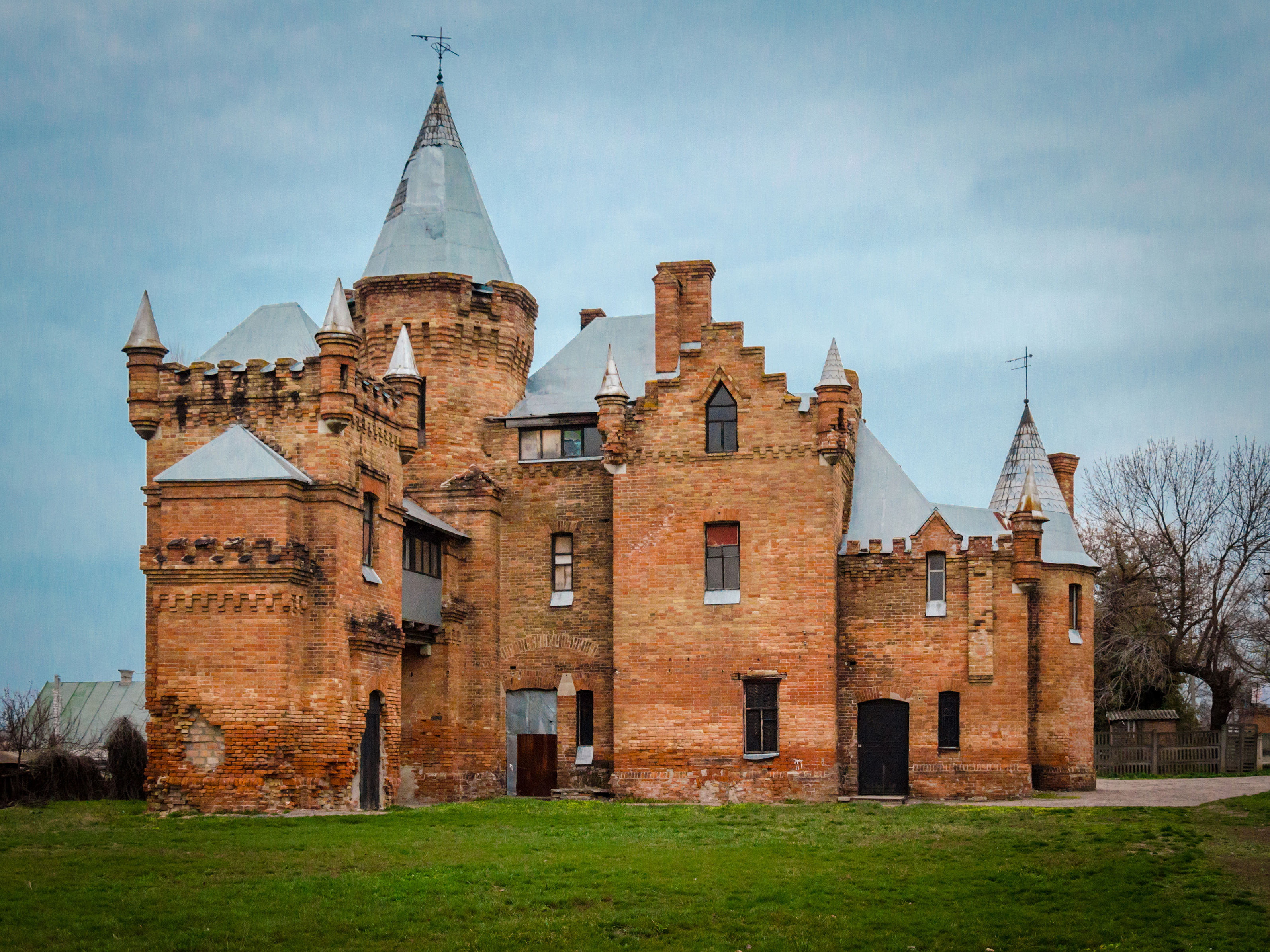
جناح آخر
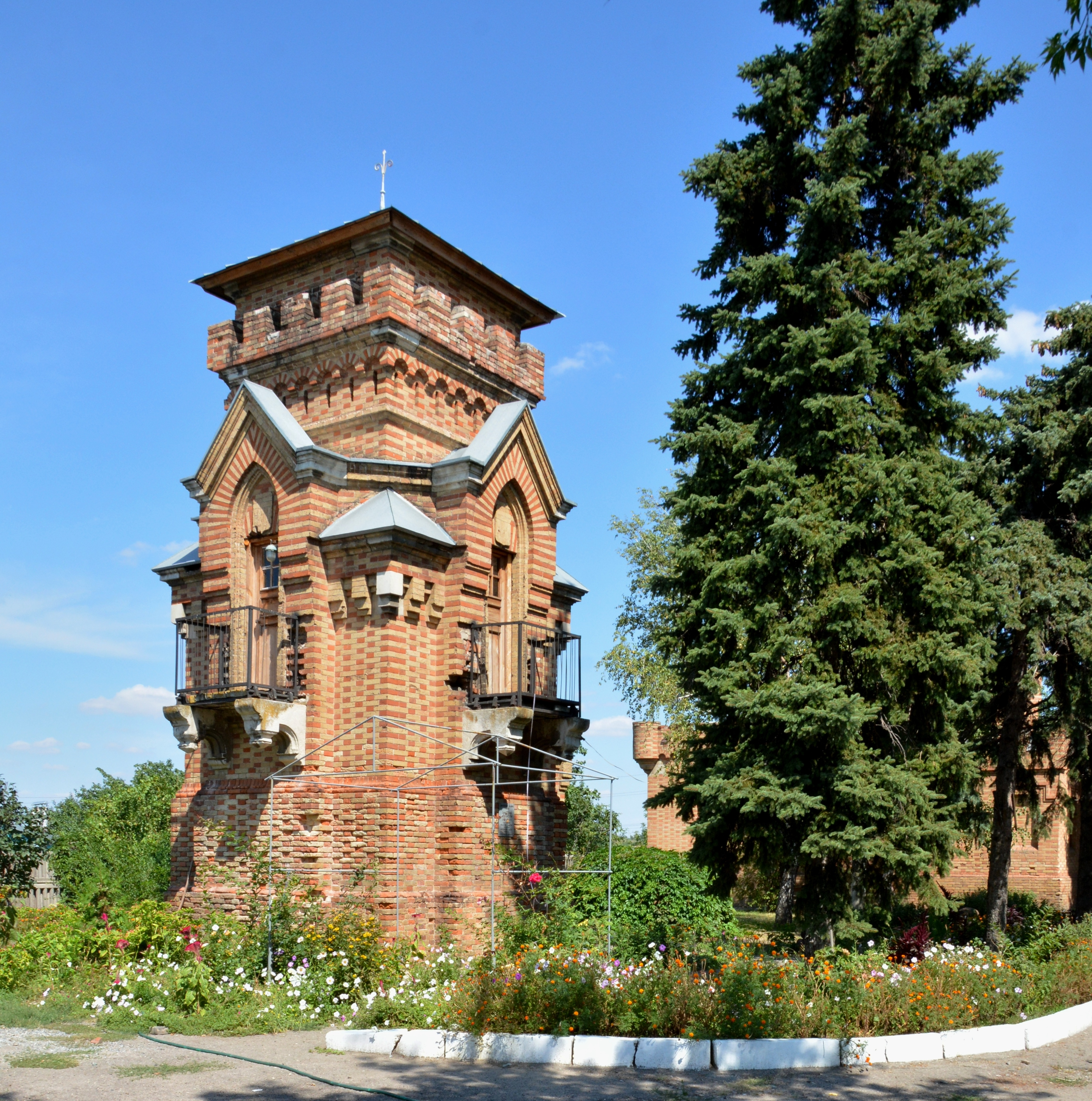
برج الإكتشاف
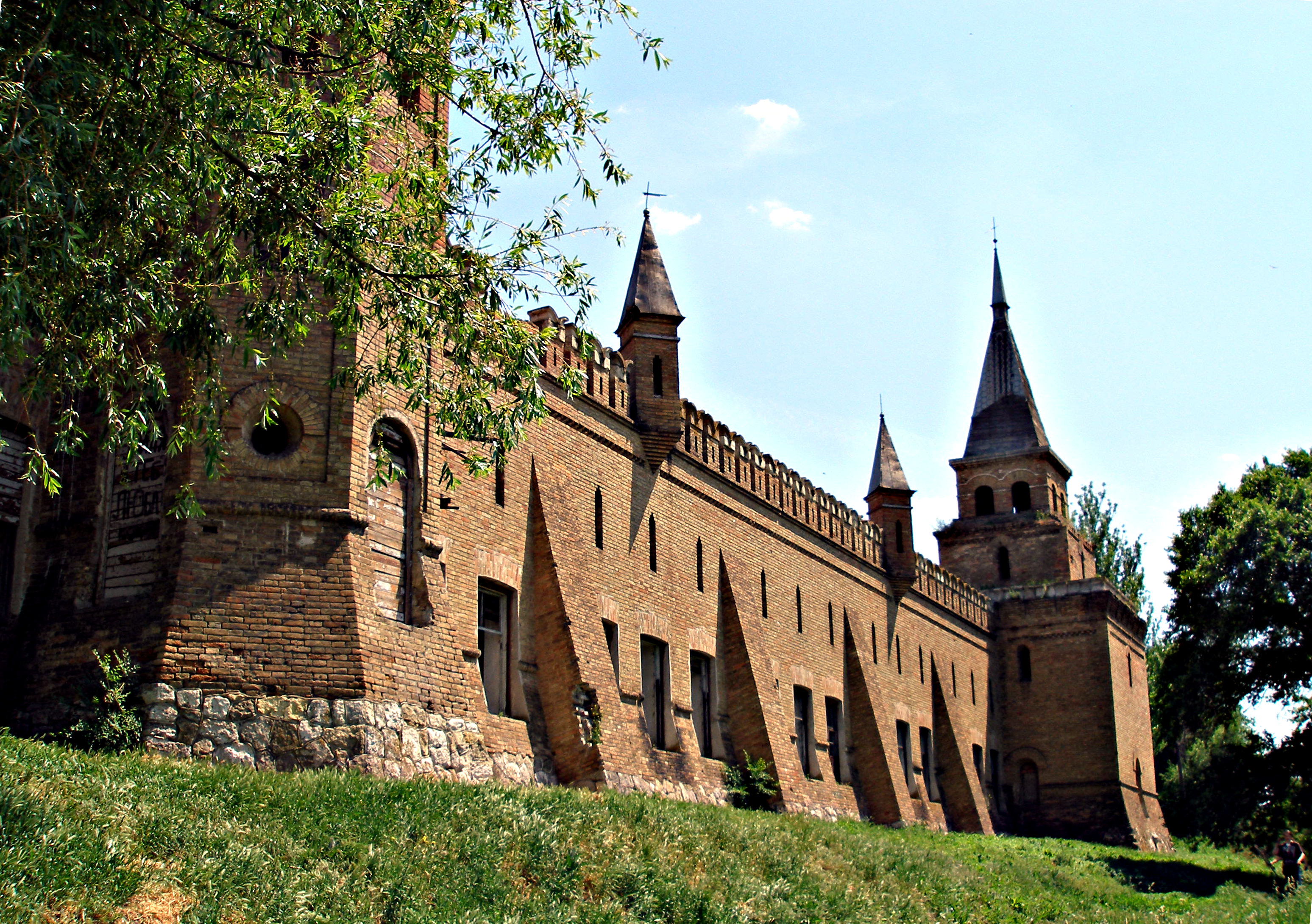
الجدار الخلفي لقلعة بوبوف أو منزل مالك العزبة في فاسيليفكا، أوكرانيا
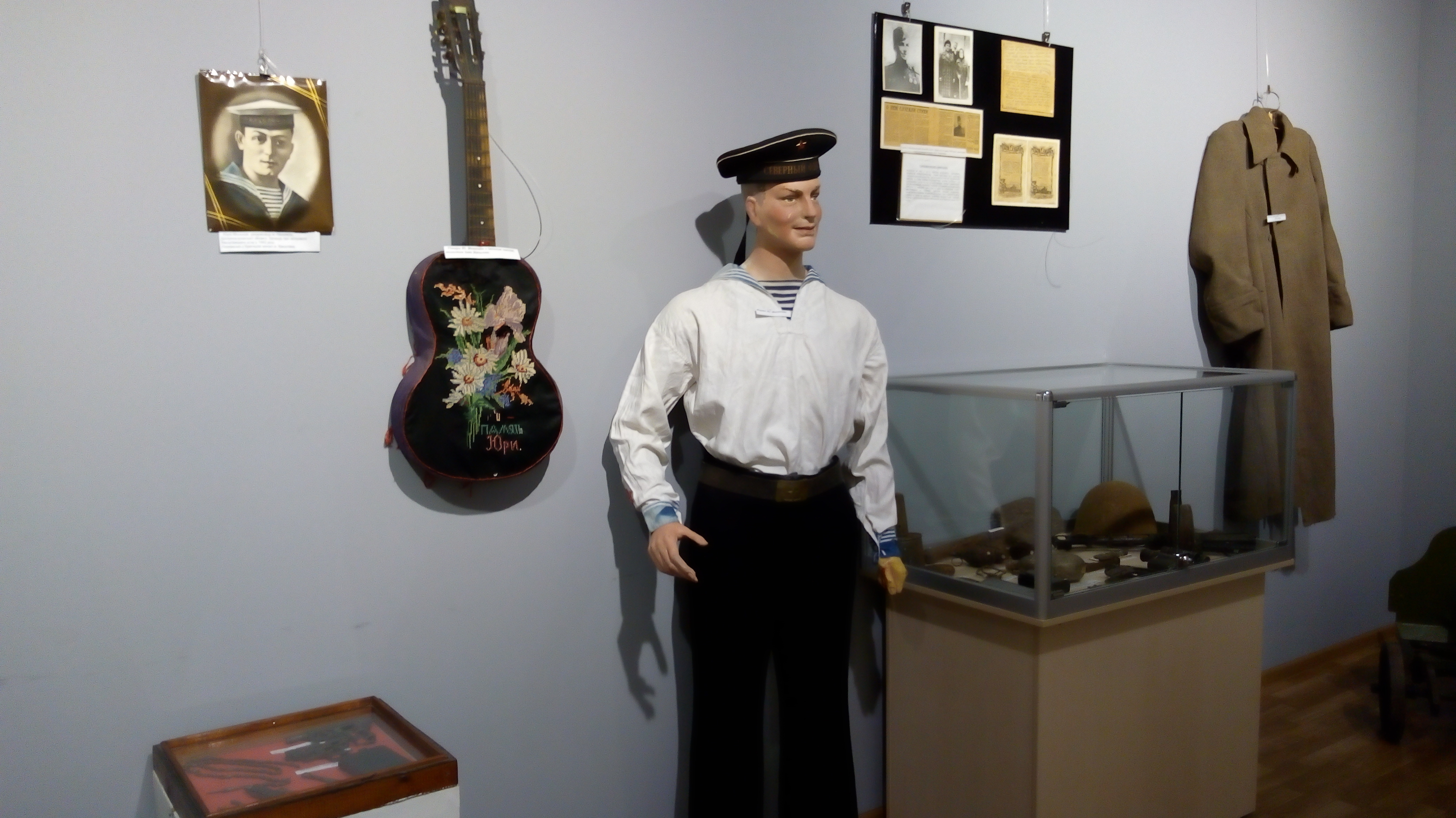
عرض لإحياء ذكرى البحار المحلي يوري مونوسوف من الأسطول الشمالي. قلعة بوبوف أو منزل مالك العزبة في فاسيليفكا، أوكرانيا

## روابط خارجية
- الموقع الرسمي